# Y-Out
Y-Out is een computerspel voor de platforms Commodore 64 en Commodore 128. Het spel werd uitgebracht in 1991. De muziek werd gemaakt door Lars Hutzelmann. Het speltype is Shoot 'em up. Het spel is Engelstalig.